# Harlon Hill Trophy
Le Harlon Hill Trophy est une récompense dans le football américain universitaire attribuée au meilleur joueur (MVP) de la division II de la NCAA. 
Le prix porte le nom de Harlon Hill, ancien joueur les Lions de l'université d'Alabama du Nord et de la National Football League. 
Il a été donné pour la première fois en 1986 à Jeff Bentrim de l'université d'état du Dakota du Nord. Il est souvent considéré comme l’équivalent de la division II du trophée Heisman.

## Processus de sélection
Les candidatures au trophée sont présentées par les directeurs des informations sportives (SID) des 156 écoles participant à la division II de la NCAA. Tous les candidats sont ensuite présentés à un comité consultatif régional composé de quatre membres, un pour chaque région de compétition (Nord-Est, Sud, Midwest et Ouest). Chaque comité est composé de quatre SID familiarisés avec le processus, qui sélectionnent jusqu'à six joueurs qu'ils jugent dignes du prix et donnent leurs résultats au coordinateur du vote.
Les 24 joueurs sélectionnés dans les comités régionaux sont appelés "candidats". Les candidats régionaux sont ensuite présentés aux SID des régions, qui votent pour les première, deuxième et troisième places. Chaque vote de première place rapporte trois points au joueur, tandis que les votes de deuxième place en rapportent deux et la troisième place un point Les deux meilleurs joueurs sélectionnés dans chaque région sont les "finalistes" et sont placés sur un bulletin de vote national.
Le scrutin national est ouvert à tous les SID, qui votent pour les premières, deuxièmes et troisièmes places parmi les huit finalistes. Les trois finalistes sont invités à la présentation des récompenses lors du week-end de division II sur le campus de l'université d'Alabama du Nord  à Florence, en Alabama. Même si le titre D-II a été transféré à Kansas City (Kansas) en 2016, la cérémonie de remise des prix se déroule toujours à Florence.

## Le trophée
Le Harlon Hill Trophy mesure 76 cm (30 pouces) et pèse 29 kg (63 livres). Le ballon de football est une réplique grandeur nature d’un ballon de football et repose sur une base de noyer. La valeur approximative du trophée est de 2 300 $. Il a été créé par Herff Jones, d'Indianapolis, dans l'Indiana, qui a également crée des prix remarquables tels que le trophée Heisman et la médaille d'honneur. Chaque année, le gagnant du trophée Hill reçoit un trophée à conserver. Le trophée Hill original reste exposé toute l’année et porte le nom du récipiendaire. Le prix a été présenté pour la première fois en 1986.
Des répliques du trophée Harlon Hill sont exposées aux endroits suivants:
- Le College Football Hall of Fame à Atlanta, en Géorgie.
- L'Alabama Sports Hall of Fame , à Birmingham, en Alabama.

## L'histoire
Le trophée porte le nom de Harlon Hill, qui a joué de 1950 à 1953 au Florence State Teachers College (aujourd'hui l'université d'Alabama du Nord), où il a été nommé NAIA All-American dans sa dernière année. Hill a été sélectionné par les Bears de Chicago lors de la 15e manche de la draft 1954 de la NFL. Il a joué pour les Bears de Chicago (1954-1961), les Steelers de Pittsburgh (1962) et les Lions de Detroit (1962). Hill était Rookie of the Year en 1954 et MVP de la saison 1955 de la NFL, tous deux élus par la Newspaper Enterprise Association. Il a été sélectionné trois fois dans la catégorie All-Pro entre 1954 et 1956.
Jusqu'en 2009, seuls trois gagnants ont été sélectionnés lors de la draft de la NFL. Le triple vainqueur Johnny Bailey a été sélectionné par les Bears de Chicago lors du neuvième tour de la draft 1990 de la NFL. Bailey a joué six saisons en NFL et a été sélectionné pour le Pro Bowl de 1993. Ronald Moore a été sélectionné par les Cardinals de Phoenix au quatrième tour de la draft 1993 de la NFL et a joué six saisons. Bernard Scott a été sélectionné par les Bengals de Cincinnati au sixième tour de la draft 2009 de la NFL et a fait ses débuts lors de sa saison rookie en 2010.
D'autres ont été signés en NFL comme undrafted free agents. Deux fois vainqueur, Danny Woodhead a fait ses débuts avec les Jets de New York en 2009. Ronald McKinnon signé avec les Cardinals de l'Arizona, où il a joué de 1996 à 2004. Il a joué pendant une saison de plus pour les Saints de la Nouvelle-Orléans , pour un total de dix saisons dans la ligue, pour un total de plus 1 000 tacles.
En 2009, trois gagnants—Johnny Bailey (2000), Jeff Bentrim (1998), et Ronald McKinnon (2008)—ont été intronisés au College Football Hall of Fame.
Quatre joueurs ont remporté le prix plusieurs fois: Johnny Bailey en 1987, 1988 et 1989, Dusty Bonner en 2000 et 2001, Danny Woodhead en 2006 et 2007, et Jason Vander Laan en 2014 et 2015. Tous sauf un (Ronald McKinnon en 1995) occupaient des positions offensives.

## Palmarès
| Année | Joueur | Classe | Université | Position |
| ----- | --- | --- | --- | --- |
| 1986  | Jeff Bentrim | Senior | North Dakota State | Quarterback |
| 1987  | Johnny Bailey | Sophomore | Texas A&M Kingsville | Running back |
| 1988  | Johnny Bailey | Junior | Texas A&M Kingsville | Running back |
| 1989  | Johnny Bailey | Senior | Texas A&M Kingsville | Running back |
| 1990  | Chris Simdorn | Senior | North Dakota State | Quarterback |
| 1991  | Ronnie West | Senior | Pittsburg State | Wide receiver |
| 1992  | Ronald Moore | Senior | Pittsburg State | Running back |
| 1993  | Roger Graham | Junior | New Haven | Running back |
| 1994  | Chris Hatcher | Senior | Valdosta State | Quarterback |
| 1995  | Ronald McKinnon | Senior | North Alabama | Linebacker |
| 1996  | Jarrett Anderson | Senior | Truman | Running back |
| 1997  | Irvin Sigler | Senior | Bloomsburg | Running back |
| 1998  | Brian Shay | Senior | Emporia State | Running back |
| 1999  | Corte McGuffey | Senior | Northern Colorado | Quarterback |
| 2000  | Dusty Bonner | Junior | Valdosta State | Quarterback |
| 2001  | Dusty Bonner | Senior | Valdosta State | Quarterback |
| 2002  | Curt Anes | Senior | Grand Valley State | Quarterback |
| 2003  | Will Hall | Senior | North Alabama | Quarterback |
| 2004  | Chad Friehauf | Senior | Colorado Mines | Quarterback |
| 2005  | Jimmy Terwilliger | Junior | East Stroudsburg | Quarterback |
| 2006  | Danny Woodhead | Junior | Chadron State | Running back |
| 2007  | Danny Woodhead | Senior | Chadron State | Running back |
| 2008  | Bernard Scott | Senior | Abilene Christian | Running back |
| 2009  | Joique Bell | Senior | Wayne State (MI) | Running back |
| 2010  | Eric Czerniewski | Senior | Central Missouri | Quarterback |
| 2011  | Jonas Randolph | Senior | Mars Hill | Running back |
| 2012  | Zach Zulli | Junior | Shippensburg | Quarterback |
| 2013  | Franklyn Quiteh | Senior | Bloomsburg | Running back |
| 2014  | Jason Vander Laan | Junior | Ferris State | Quarterback |
| 2015  | Jason Vander Laan | Senior | Ferris State | Quarterback |
| 2016  | Justin Dvorak | Senior | Colorado Mines | Quarterback |
| 2017  | Luis Perez | Senior | Texas A&M–Commerce | Quarterback |
| 2018  | Jayru Campbell | Junior | Ferris State | Quarterback |
| 2019  | Roland Rivers III | Senior | Slippery Rock | Quarterback |
| 2020  | Non décerné, la plupart des équipes de la Division II (NCAA) n'ont pas joué la saison 2020 à la suite de la pandémie de Covid-19. | Non décerné, la plupart des équipes de la Division II (NCAA) n'ont pas joué la saison 2020 à la suite de la pandémie de Covid-19. | Non décerné, la plupart des équipes de la Division II (NCAA) n'ont pas joué la saison 2020 à la suite de la pandémie de Covid-19. | Non décerné, la plupart des équipes de la Division II (NCAA) n'ont pas joué la saison 2020 à la suite de la pandémie de Covid-19. |
| 2021  | Tyson Bagent | Senior | Shepherd | Quarterback |
| 2022  | John Matocha | Senior | Colorado Mines | Quarterback |
| 2023  | Zach Zebrowski | Junior | Central Missouri | Quarterback |

## Statistiques par université
Voici une liste des collèges et universités qui ont vu un joueur remporter un trophée Hill: Texas A & M, Kingsville, Valdosta State, université d'état Ferris et la Colorado School of Mines sont à égalité pour le plus grand nombre de trophées avec 3 chacun. Le prix a été attribué deux fois à six écoles différentes: l'université Bloomsburg de Pennsylvanie, l'université d'Alabama du Nord, l'université d'État du Dakota du Nord, l'université d'État de Pittsburg, Chadron State et l'université du Missouri central. Colorado Mines est la seule école avec trois gagnants différents. Texas A & M – Kingsville se vante du seul triple vainqueur, Johnny Bailey. Au total, des joueurs de 20 écoles différentes ont remporté un Harlon Hill.
| Université             | Nombre |
| ---------------------- | ------ |
| Colorado Mines         | 3      |
| Ferris State           | 3      |
| Texas A&M–Kingsville † | 3      |
| Valdosta State         | 3      |
| Bloomsburg             | 2      |
| Central Missouri       | 2      |
| Chadron State          | 2      |
| North Alabama §        | 2      |
| North Dakota State §   | 2      |
| Pittsburg State        | 2      |
| Abilene Christian §    | 1      |
| Stroudsburg            | 1      |
| Emporia State          | 1      |
| Grand Valley State     | 1      |
| Mars Hill              | 1      |
| New Haven              | 1      |
| Northern Colorado §    | 1      |
| Shepherd               | 1      |
| Shippensburg           | 1      |
| Truman                 | 1      |
| Wayne State (MI)       | 1      |
| Colorado Mesa          | 1      |
| Texas A&M–Commerce §   | 1      |

† précédemment connu sous le Texas A&I 
§ actuellement en Division I (NCAA )

## Sponsors
- La ville de Florence en Alabama
- Herff Jones (en)
- Marriott Shoals Hotel & Spa
- OptiNet
- Florence-Lauderdale Tourism